# Маковський Василь Михайлович
Маковський Василь Михайлович (нар. 1870 р., Київ, Київська губернія, Російська імперія — пом. 3 березня 1930 р., Хорол, Лубенська округа, УСРР) — український художник-пейзажист, графік, педагог, фотохудожник.

## Життєпис
Народився у 1870 р. в Києві, в сім'ї міщанина. Маючи схильність до малювання, Василь Маковський у 1885 р. вступив до рисувальної школи Миколи Івановича Мурашка.
Саме в цій школі, де в ті часи викладали такі корифеї, як Харитон Платонов, Микола Пимоненко, Іван Селезньов, Василь розвинув свій природний хист, здобув початкову художню освіту і сформувався, як особистість.
Після закінчення рисувальної школи Миколи Мурашка розпочався творчий шлях Василя Михайловича Маковського. Його здібності були відзначені Київським товариством заохочення мистецтв, де Василь брав участь у виставках етюдів, малюнків і акварелей. З 1891 року В. М. Маковський став регулярно виставлятися на виставках Товариства південноросійських художників в Одесі. Після VI виставки удостоївся епіграми, а після IX — критиці поряд з художниками Євгеном Столицею і Василем Кандинським. Вирішивши продовжити художню освіту та успішно пройшовши конкурсний відбір, Василь Михайлович у 1899 р. вступив до Вищого художнього училища при Імператорській Академії мистецтв в Санкт-Петербурзі, куди він був прийнятий вільним слухачем і де провчився до 1903 року в пейзажній майстерні живописця Кісельова Олександра Олександровича, — академіка Імператорської Академії мистецтв.
За роки навчання Василь Михайлович Маковський створив багато художніх полотен, які схвально були оцінені в пресі, брав участь у пересувних виставках. Частину своїх картин він виставляв на продаж у мистецькому магазині при Академії. В основному, це були пейзажі України, які полюбляла петербурзька публіка. Відвідування музеїв Петербурга, знайомство з світовими шедеврами живопису, можливість навчатися у корифеїв та спілкуватися з ними, розширило культурні та фахові горизонти майбутнього художника. Улюбленцем Василя був український живописець Архип Куїнджі, творчістю якого він захоплювався і багато чого сприйняв від майстра. У 1902 році В. М. Маковський закінчив педагогічні курси при Імператорській Академії мистецтв і отримав відповідні свідоцтва. Це у подальшому давало можливість не тільки викладати малювання та чистописання в середніх навчальних закладах, але і зрівнювало його статус і права з викладачами інших дисциплін. Також став дійсним членом «Товариства вчителів малювання», куди входили передові педагоги-художники.

У 1903 році Василь Михайлович Маковський завершив навчання у Імператорській Академії мистецтв, отримав звання художника за картину «Осінній ранок» і в чині колезького асесора повернувся до Києва. А через декілька років отримав пропозицію працювати вчителем у Хоролі Полтавської губернії. Спочатку, у 1907 р., працював вчителем малювання в міському училищі та жіночій гімназії, а з 1908 р. — вчителем графічних мистецтв у реальному училищі. Викладав малювання, чистописання та креслення. Згодом отримав чин надвірного радника.

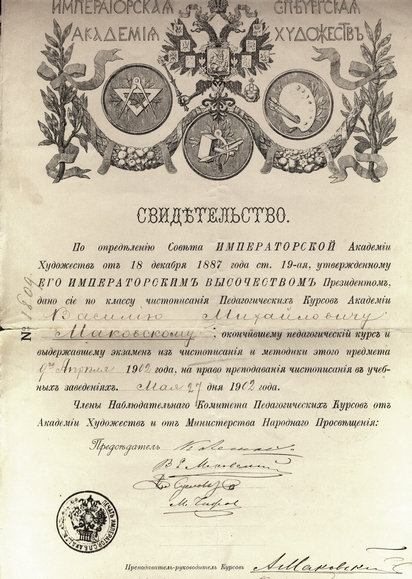
Свідоцтво про педагогічну освіту Маковського В. М.

З 15 листопада 1920 року очолював художню студію при музеї в Хоролі. Зазнав утисків від радянської влади. Останні роки жив у злиднях, тяжко хворів. Помер 3 березня 1930 року. Похований на хорольському центральному кладовищі, де зараз знаходиться стадіон. Могила не збереглася.

### Педагогічна діяльність
Працюючи в реальному училищі вчителем малювання, Маковський В.М на вищому рівні організував свій навчальний процес, запроваджуючи передові методики викладання, що були засвоєні ним у рисувальній школі Миколи Мурашка та в Імператорській Академії мистецтв. Рисувальний клас був обладнаний спеціальними партами і всім необхідним для малювання. В переліку унаочнень рисувального класу станом на 1908—1913 рр. були: різноманітні навчальні таблиці, гіпсові моделі орнаментів, тварин та бюстів, майолікові вази, чучала птахів, оригінальні рисунки та картини.
Керуючись принципом — «від простого до складного», вчитель розробив навчальну програму, яка охоплювала сім років навчання малюванню в реальному училищі — від зображення простих орнаментів у першому класі до рисування бюстів, барельєфів і людини з натури в останньому сьомому класі. Один із вихованців В. М. Маковського, Багно Анатолій Олексійович, розповідав:
|  | "Я завжди був переконаний, що зерна причетності і любові до мистецтва були посіяні мені в дитинстві і в юнацькі роки моїм наставником Василем Михайловичем". |

Займаючись позакласним вихованням, В. М. Маковський 24–29 липня 1909 року супроводжував учнів реального училища в м. Полтаву на святкування 200-річчя Полтавської битви. А 13 вересня того ж року організував екскурсію в м. Миргород, в Гоголівське художньо-промислове училище.
Після закриття у 1919 р. реального училища та жіночої гімназії Василь Маковський працював учителем малювання у Хорольській семирічній школі № 1.

## Творча спадщина
Окрім основної педагогічної роботи Василь Михайлович кожну вільну хвилину присвячував живопису. Чудові хорольські краєвиди приваблювали художника. Тут, в Хоролі, він створив численні ескізи, етюди, картини. Працював в техніці олійного, акварельного живопису та графіки.
Під час канікул багато роз'їжджав. Побував на Волині, Лубенщині, Київщині, відвідав Крим. Звідусіль привозив етюди, ескізи. Його картини експонувалися на виставках у Полтаві, Києві, Одесі, Миколаєві, Харкові, а також у Хоролі (1912, 1916 рр.). На персональній виставці, яка пройшла у 1916 р. в будинку Хорольської земської управи, художником було представлено 116 робіт, серед яких 23 хорольського періоду: 21 етюд пейзажів Хоролу та його околиць та 2 акварелі. Каталог виставки зберігається у Хорольському краєзнавчому музеї Полтавської області. Остання згадка у пресі про Василя Михайловича Маковського, який брав участь у традиційній Весняній виставці у Києві, датується 1918 роком.
Творчий спадок В. М. Маковського значний, але недостатньо вивчений. Переважна більшість його картин розпорошена по приватним колекціям. Слід відзначити такі відомі картини, як: «Кленова алея» (1891 р.), «Вечоріє» (кін. 19 ст.), «Ніч на Дніпрі» (1893 р.), «Вечір в Україні» (1899 р.), «Осінній ранок» (1903 р.), «Лісова річка» (1904 р.), «Лавка у парку» (поч. 20 ст.), «Український пейзаж», «Квітучий сад», «Зимовий сільський пейзаж», «Зимовий пейзаж».
Картини «хорольського періоду»: «Ліс влітку» (1918 р.), «Ставок» (1920 р.), «Річка» (1920 р.), «На пасіці» (1922 р.), «Дорога» (1925 р.), «Озеро в Глибокій Долині», «Дорога на Шимківку», «Петропавлівський ставок», «Дорога в лісі», «Луки» (всі 1910–20-і рр.).
До 1937 р. деякі з картин Маковського В. М. зберігалися в Хорольському народному музеї.
Окремі роботи художника знаходяться в Охтирському міському краєзнавчому музеї, в Національному музеї Тараса Шевченка в Києві, а можливо, і в інших музеях України та Російської Федерації. В Хорольському краєзнавчому музеї (ХКМ) зберігаються картини «На пасіці», «Дорога».
Відомо про ряд полотен Василя Маковського, які вже в пострадянські часи пройшли атрибуцію в експертній комісії Державного Російського музею. Це: «Сирень» (1893), етюд «Рожь» (1900), «Зимний пейзаж с водяной мельницей» (1901), «Сенокос» (1902), етюд «Околица» (1902), «После дождя» (1903), «Крестовский остров», дві графічні роботи з українськими краєвидами (1905; 1906), « Сельский пейзаж» (1907), «Весна в предместье Киева» (1910-ті).

### Каталог персональної виставки картин художника В. М.Маковського.
Каталог виставки картин художника В. М. Маковського. — Хорол: Друкарня Затуренського (зберігається в ХКМ):
- Октябрьское утро
- Тихим вечером
- Последний луч
- Листья осыпаются
- В зимнюю ночь
- Последний снег
- Надвигается.
- 12. На заре.
- 13.Золотая осень.
- 26. Осень в Крыму.
- 35. Полдень в лесу.
- 36. Лесное болото"
- 59-66 — этюды м. Коростышево Киевской губернии
- 67-72 — этюды Крыма
- 88-101 — этюды Хорола
- 108—114 — этюды г. Хорол
- 115—116 — акварели

### В. М.Маковський— фотохудожник
Василь Михайлович був не тільки художником, педагогом, але і гарним фотографом. Великою його заслугою було те, що він залишив хорольцям у спадок цілий ряд фотографій, на яких відобразив окремі пам'ятки, види Хоролу та його околиць. Деякі фото художника були використані при створенні цілої серії поштових листівок у хорольському видавництві Л. Р. Затуренського на поч..ХХ ст.
У фондах ХКМ зберігаються поштові листівки з фото В. М. Маковського: «Старая мельница», «Вид в Хороле. Мельница», «Глубокая долина», «Озеро в Глубокой долине», «Дорога на вокзал», «Дорога на Шимковку», «Народный дом», «Петропавловская церковь», «Разлив реки Хорола».

## Родина
Дружина: Маковська Є. Ф.

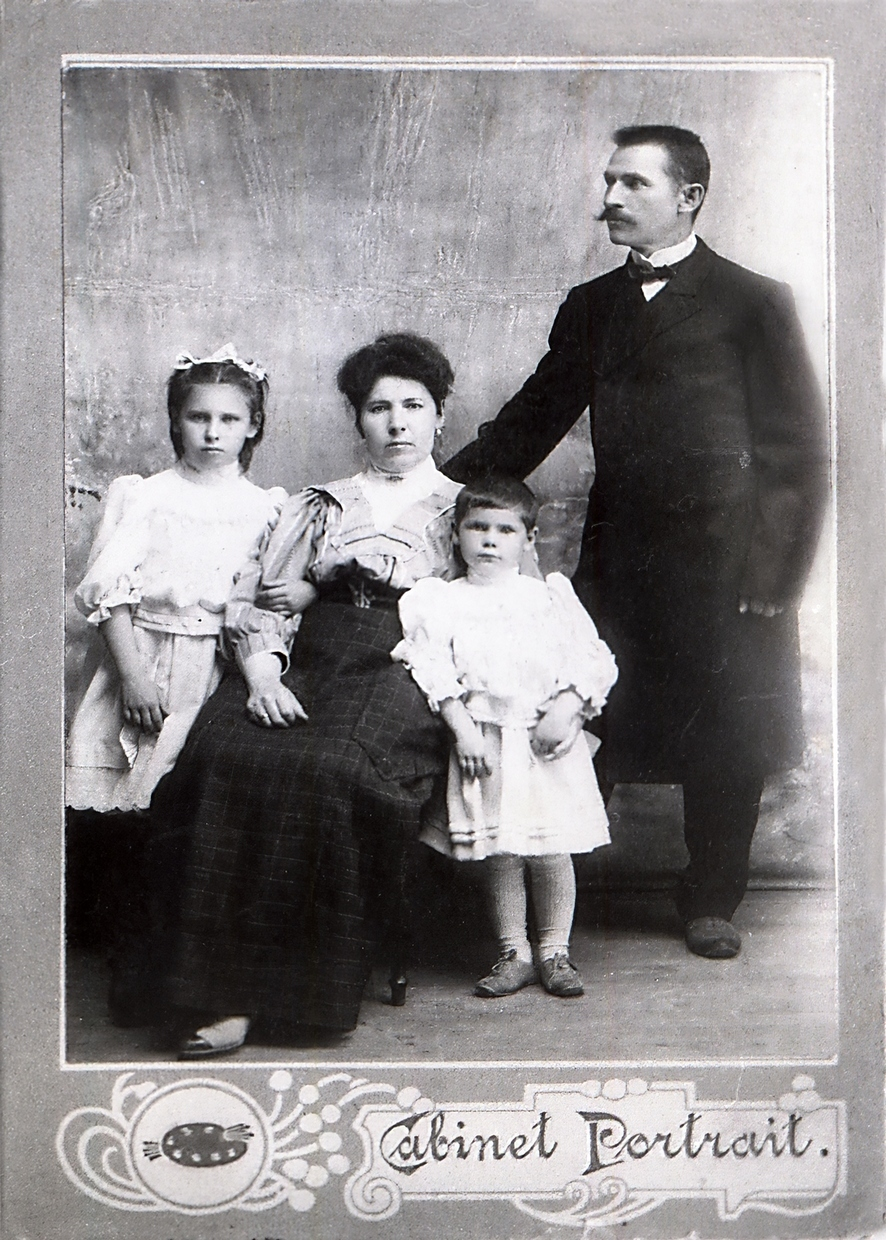
Маковський В. М. з сім'єю.

Дочка: Ольга Василівна Грязнова (Маковська). Померла в 1944 р. ЇЇ чоловік Грязнов Михайло Степанович (1897—1941), ст. лейтенант, розстріляний у 1941 році. Реабілітований у 1956 році. Її дочка (онука Василя Михайловича) — Лариса Михайлівна (1921 р.н.) була репресована і засуджена на 10 років таборів, повернулася у 1955 році. Проживала в м. Алмалик Узбецької РСР. З 1995 р. мешкала у м. Балашиха Московської обл. Російської Федерації.
Дочка: Віра Василівна Хоруженко (Маковська). Виїхала з Хоролу у м. Охтирка, Сумської обл. З 70-х років ХХ ст.. проживала у м. Алмалик Узбецької РСР.
Брат: Маковський Юхим Михайлович (15(27). 10. 1862. м. Київ — 1919 р. м. Миколаїв), художник, педагог, етнограф.

## Пам'ять

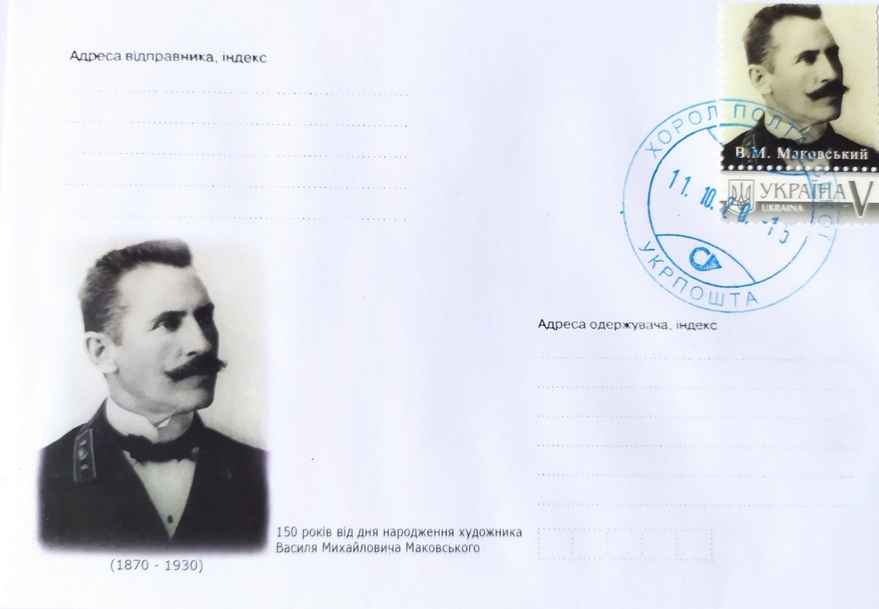
Ювілейний конверт до 150 років від народження художника Маковського В. М.

Своєю художньою творчістю та педагогічною діяльністю Василь Михайлович Маковський заслужив шану і повагу від кількох поколінь хорольців та гостей міста.
Одна з вулиць у Хоролі носить ім'я Василя Маковського. Зберігся будинок, збудований В. М. Маковським, в якому з 1915 по 1930 р. жив художник. До 150-річчя з дня народження Василя Михайловича Маковського випущено ювілейний поштовий конверт.

## Учні
1. Багно Анатолій Олексійович, учень реального училища[9], в подальшому вчитель фізики в середній школі в с. Крива Руда, Семенівського району Полтавської обл., який все життя займався живописом.
2. Петро Омельченко[9] (1894—1952), графік і гравер по склу.

## Галерея картин

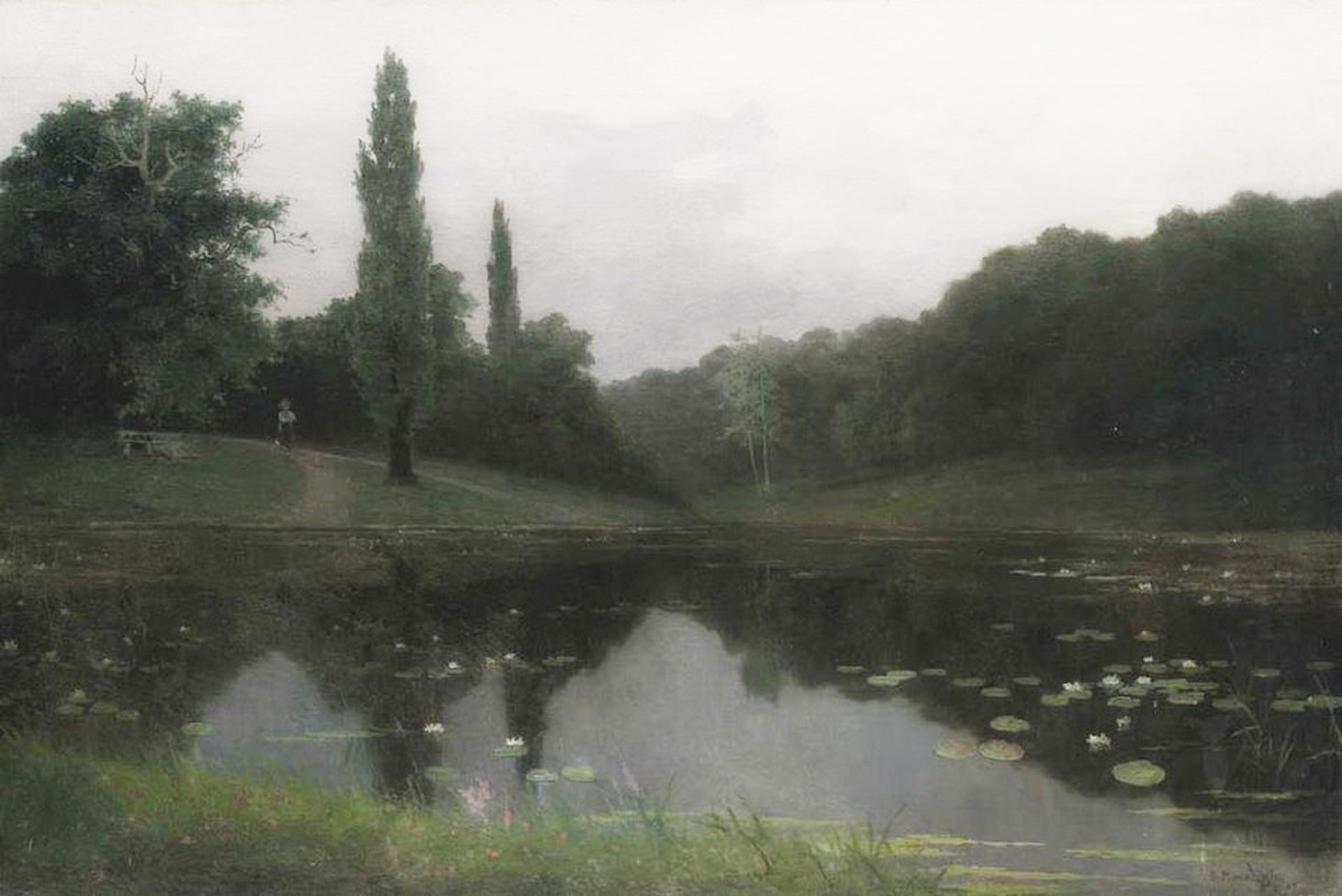
Вечір в Україні, полотно, олія, 1899 р.
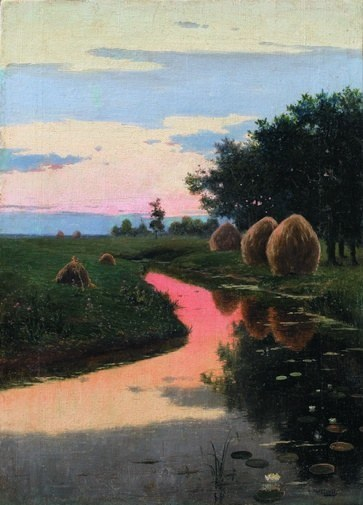
Вечоріє. Кін.19 ст., полотно, олія.
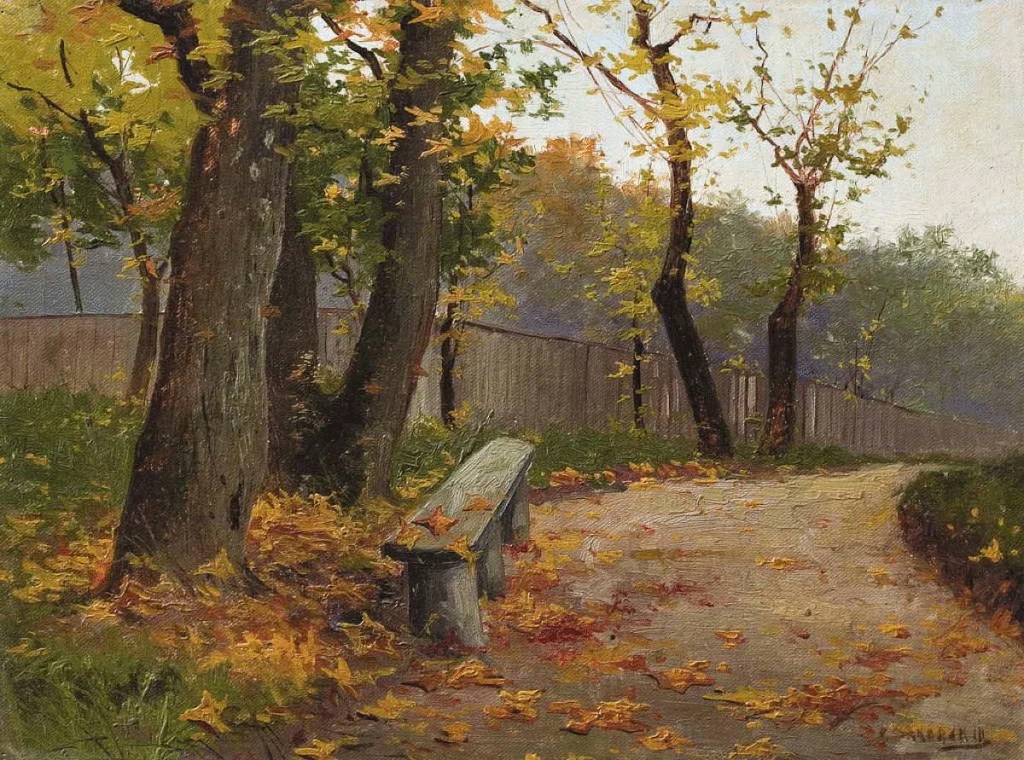
Лавка в парку. Поч.20 ст., картон, олія.
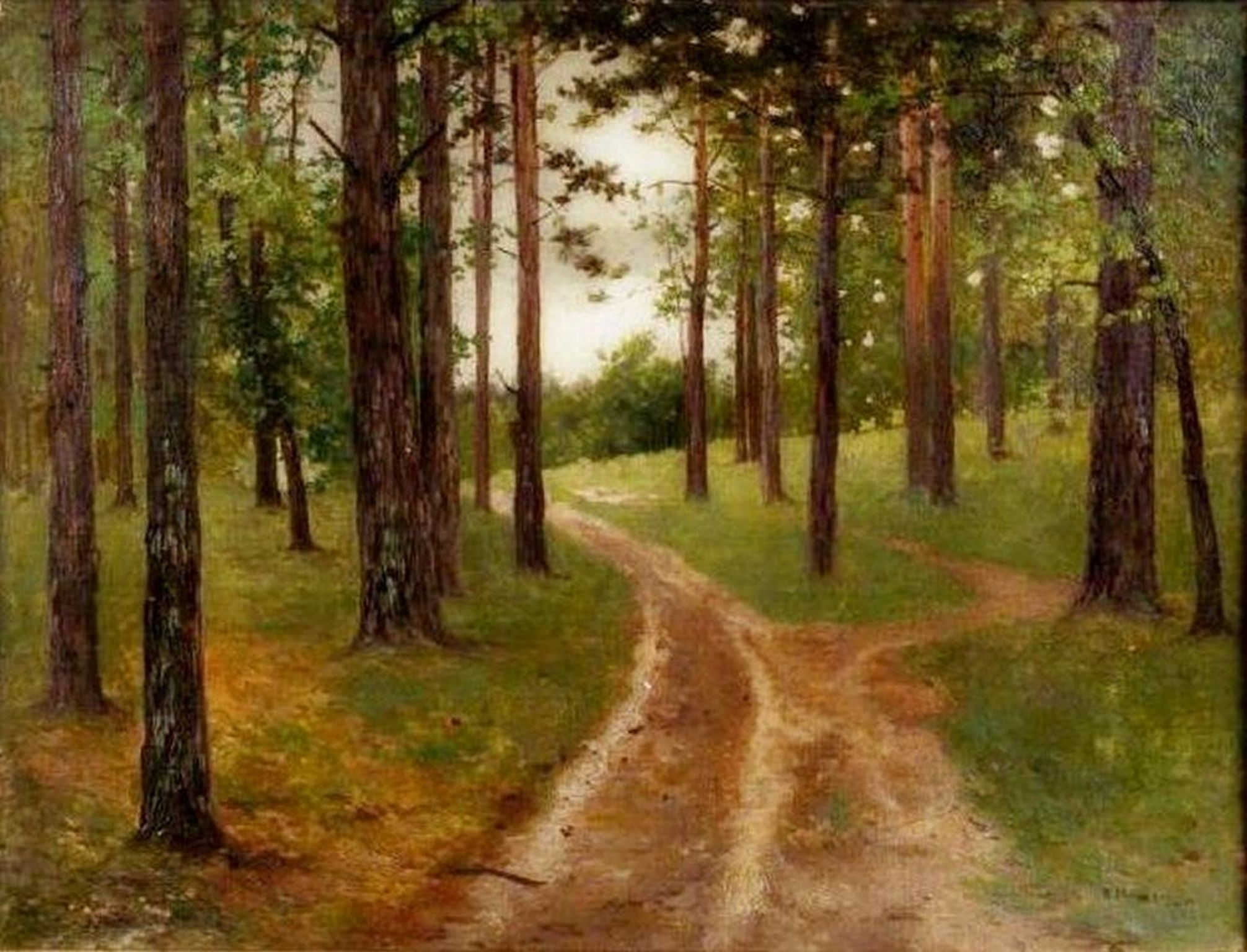
Дорога в лісі. 1900 р.
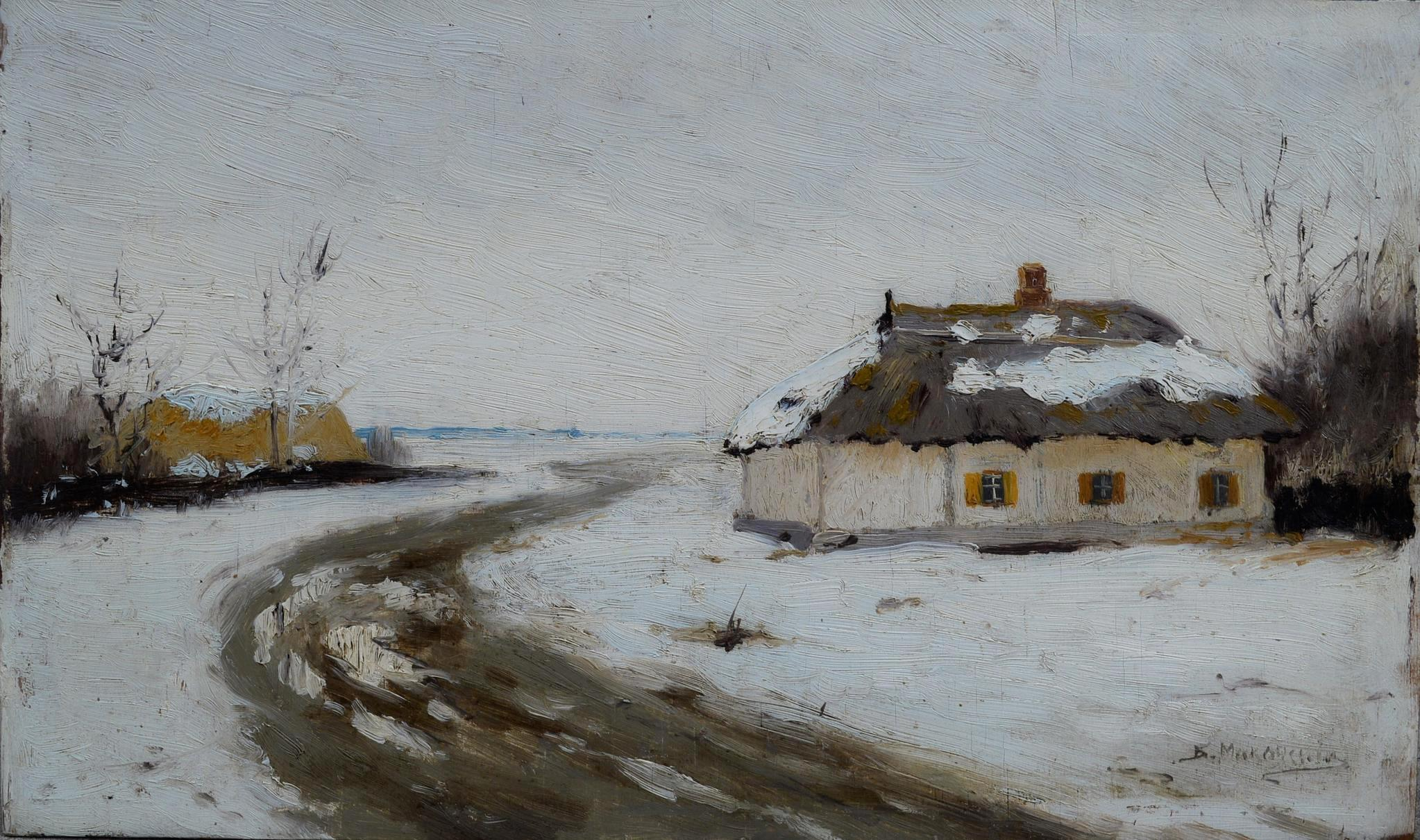
Зимовий пейзаж, околиця села. Поч.20 ст., фанера, олія.
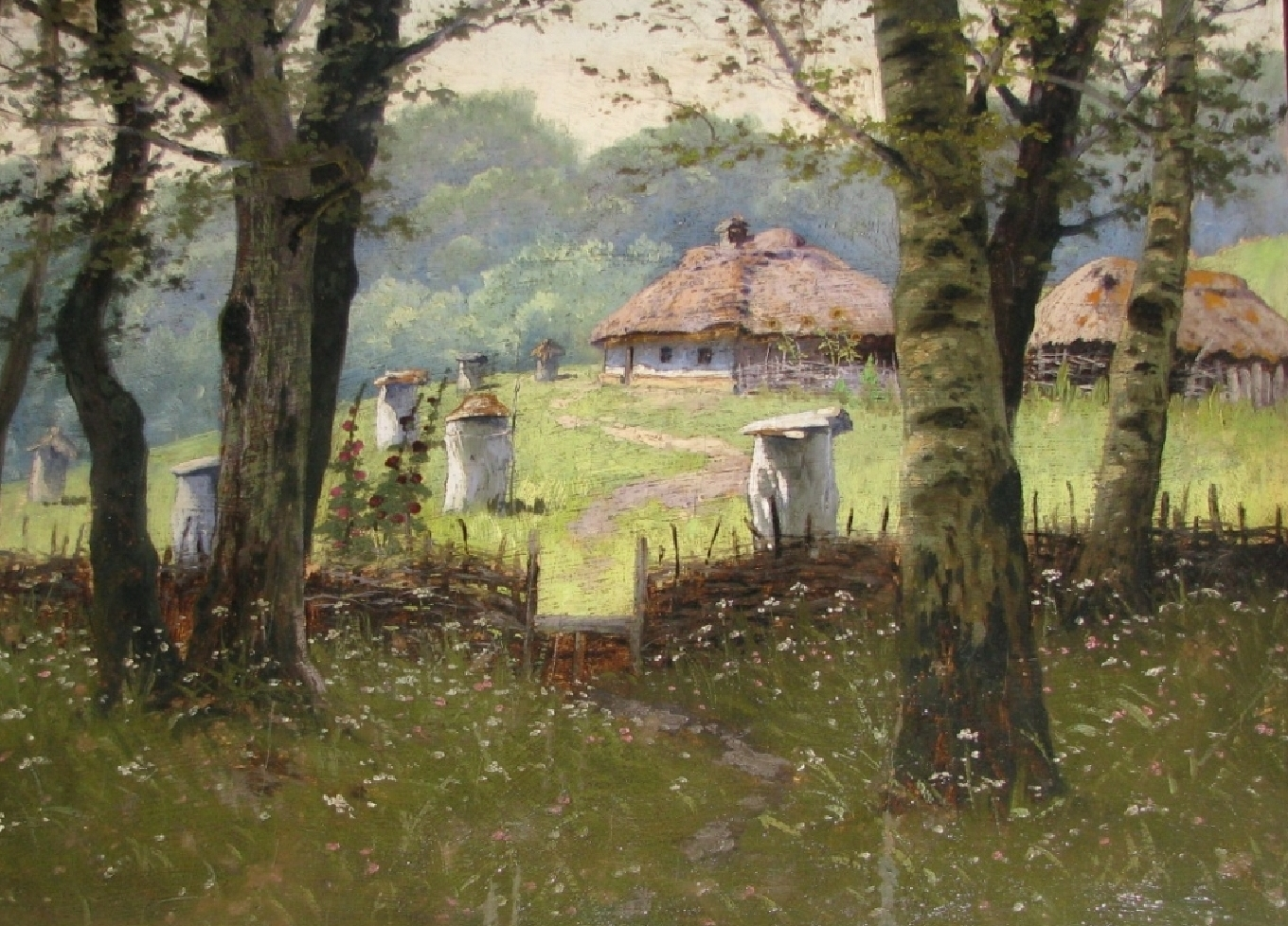
На пасіці. 1922 р., полотно, олія, Хорольський краєзнавчий музей.
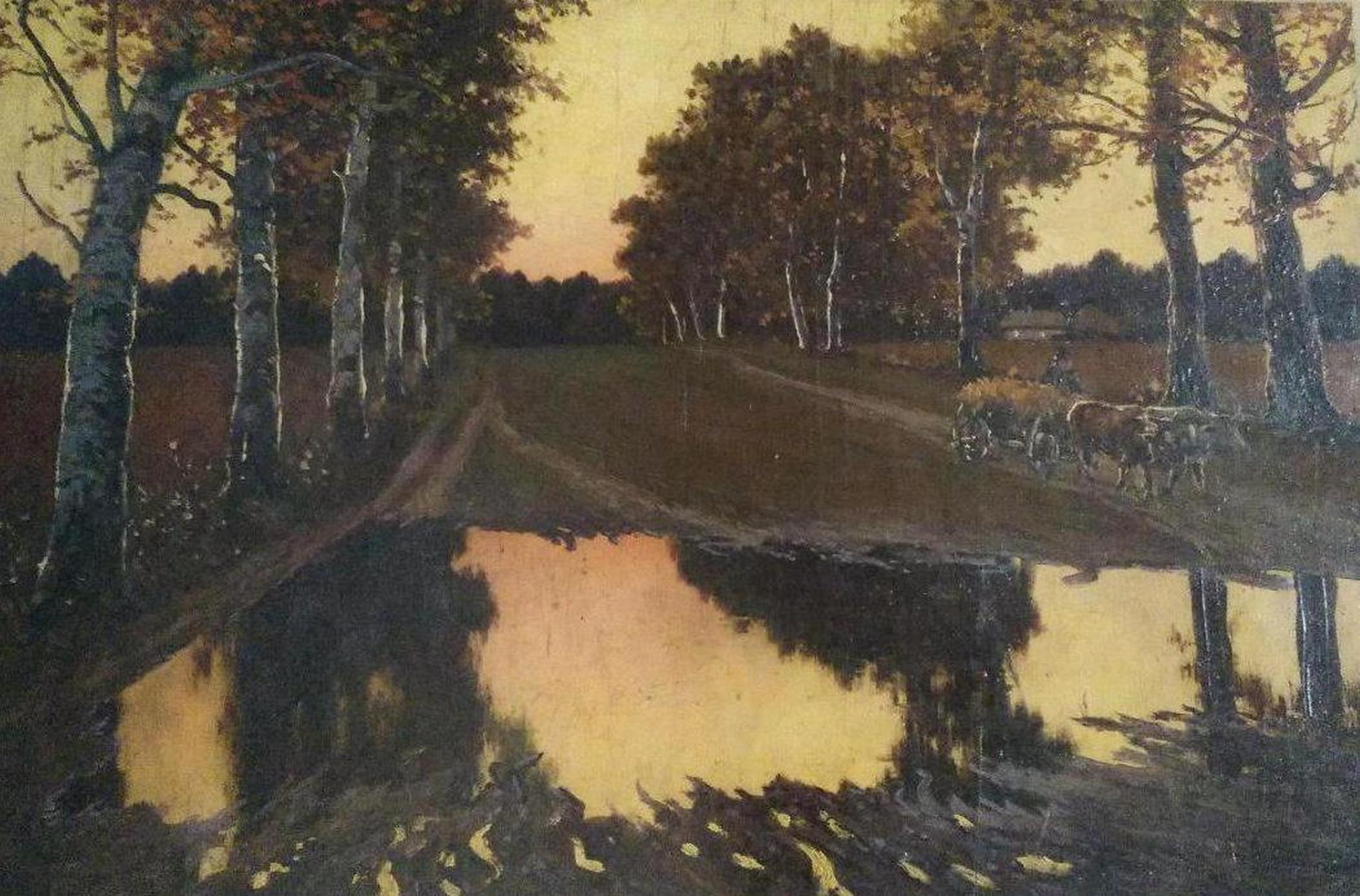
Дорога.1925 р., полотно, олія,Хорольський краєзнавчий музей.
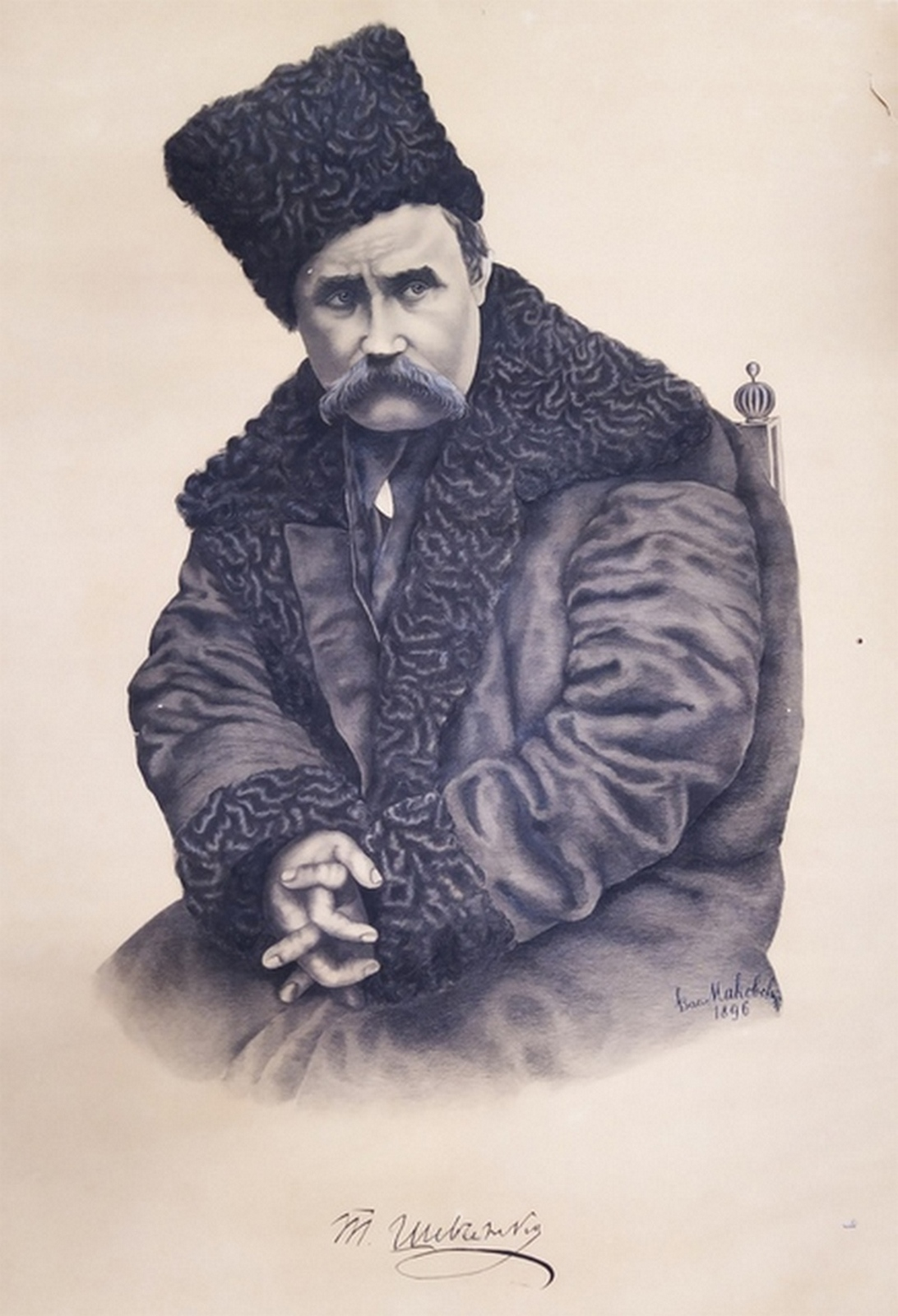
Тарас Шевченко. 1896 р. Папір, італійський олівець,білила.Національний музей Тараса Шевченка, Київ.
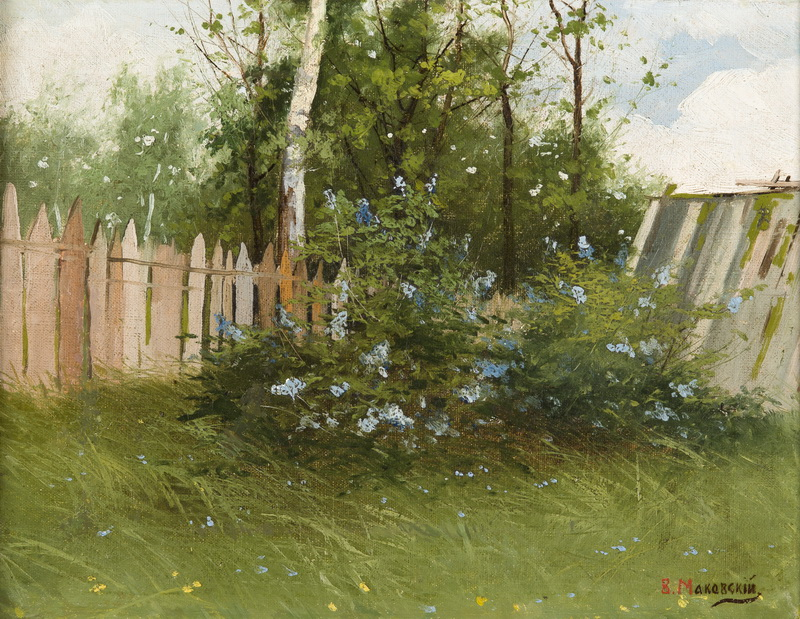
Квітучий сад.
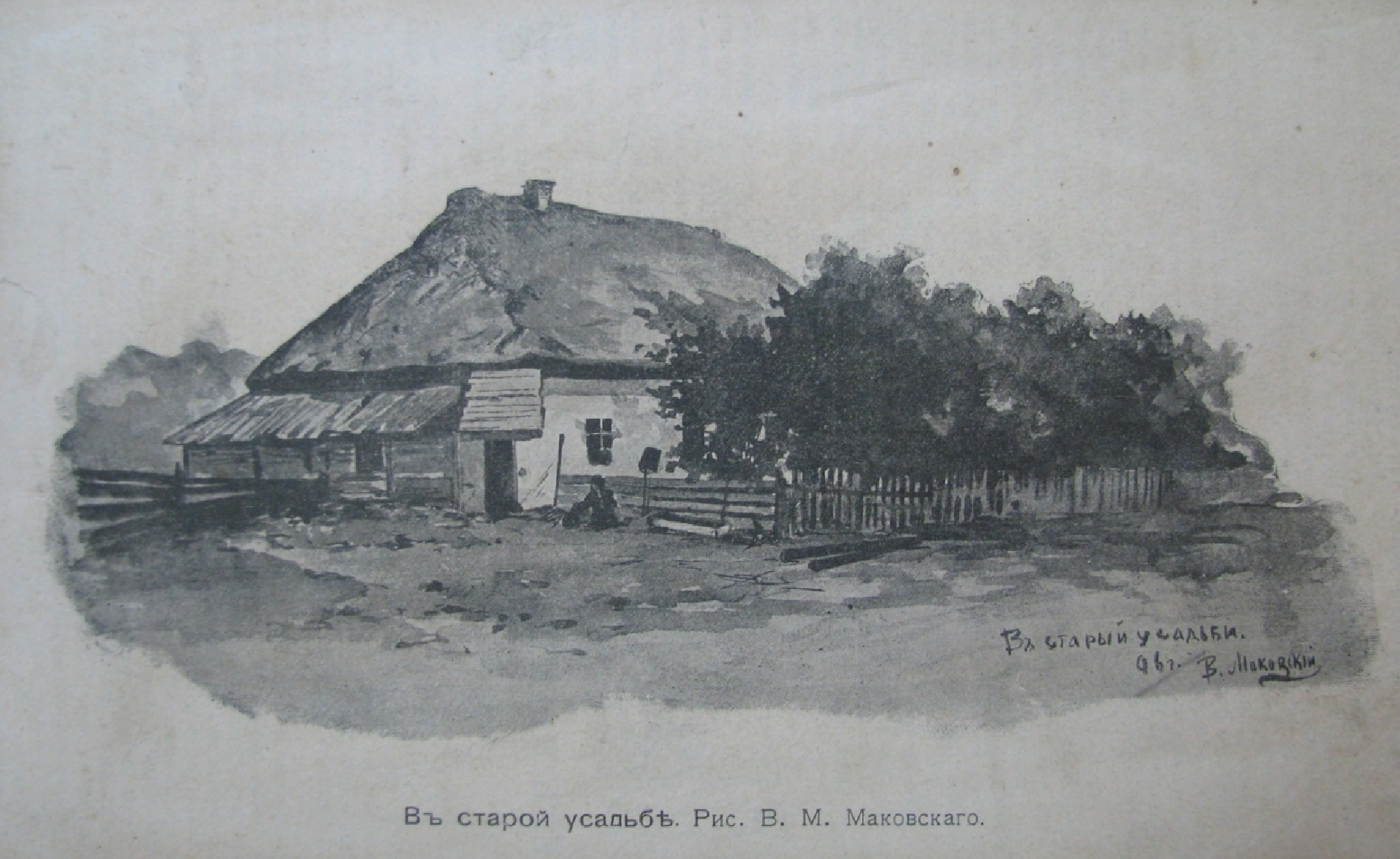
В старій садибі.Хорольський краєзнавчий музей.
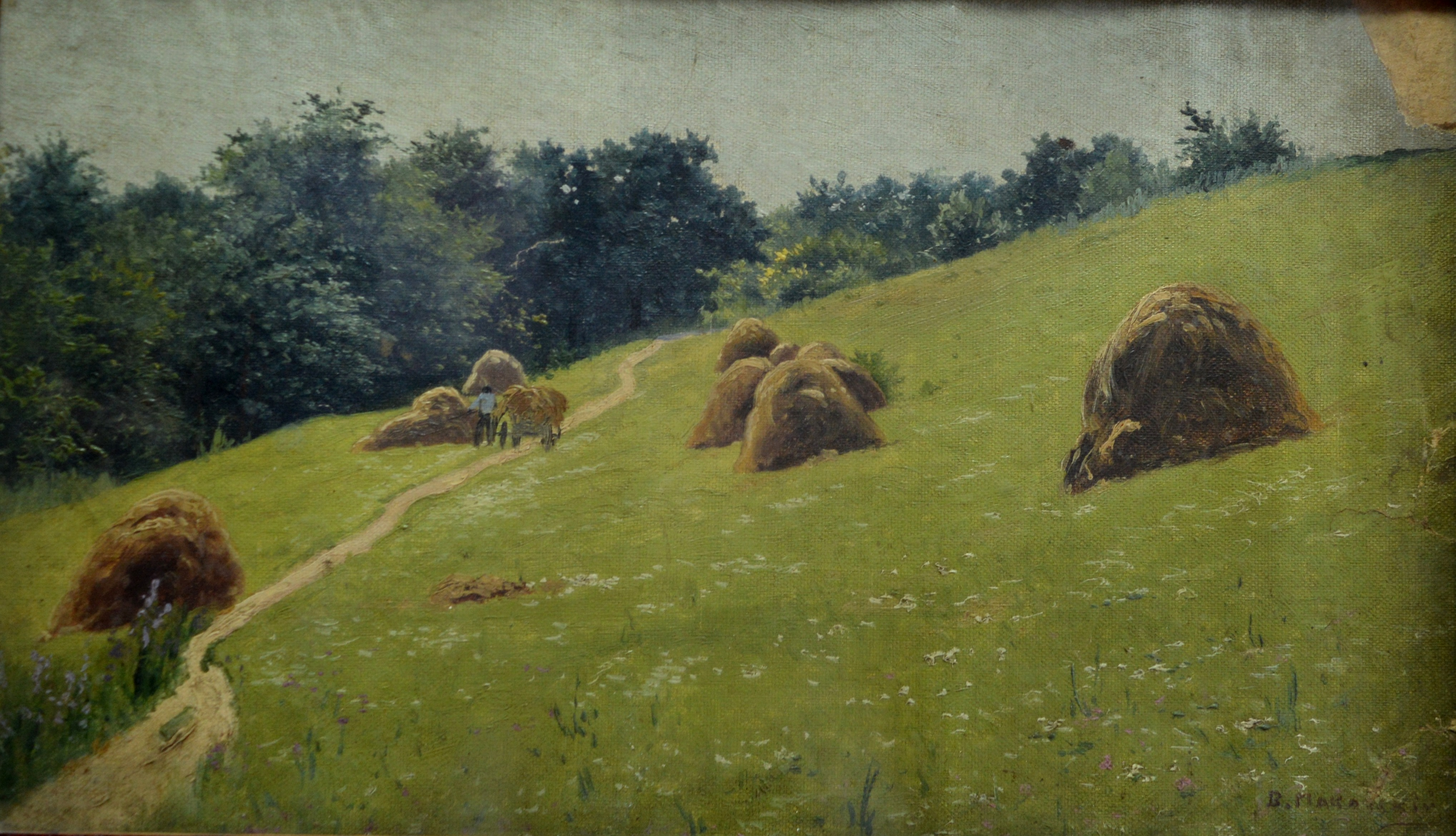
Луг. Охтирський міський краєзнавчий музей

## Фотогалерея

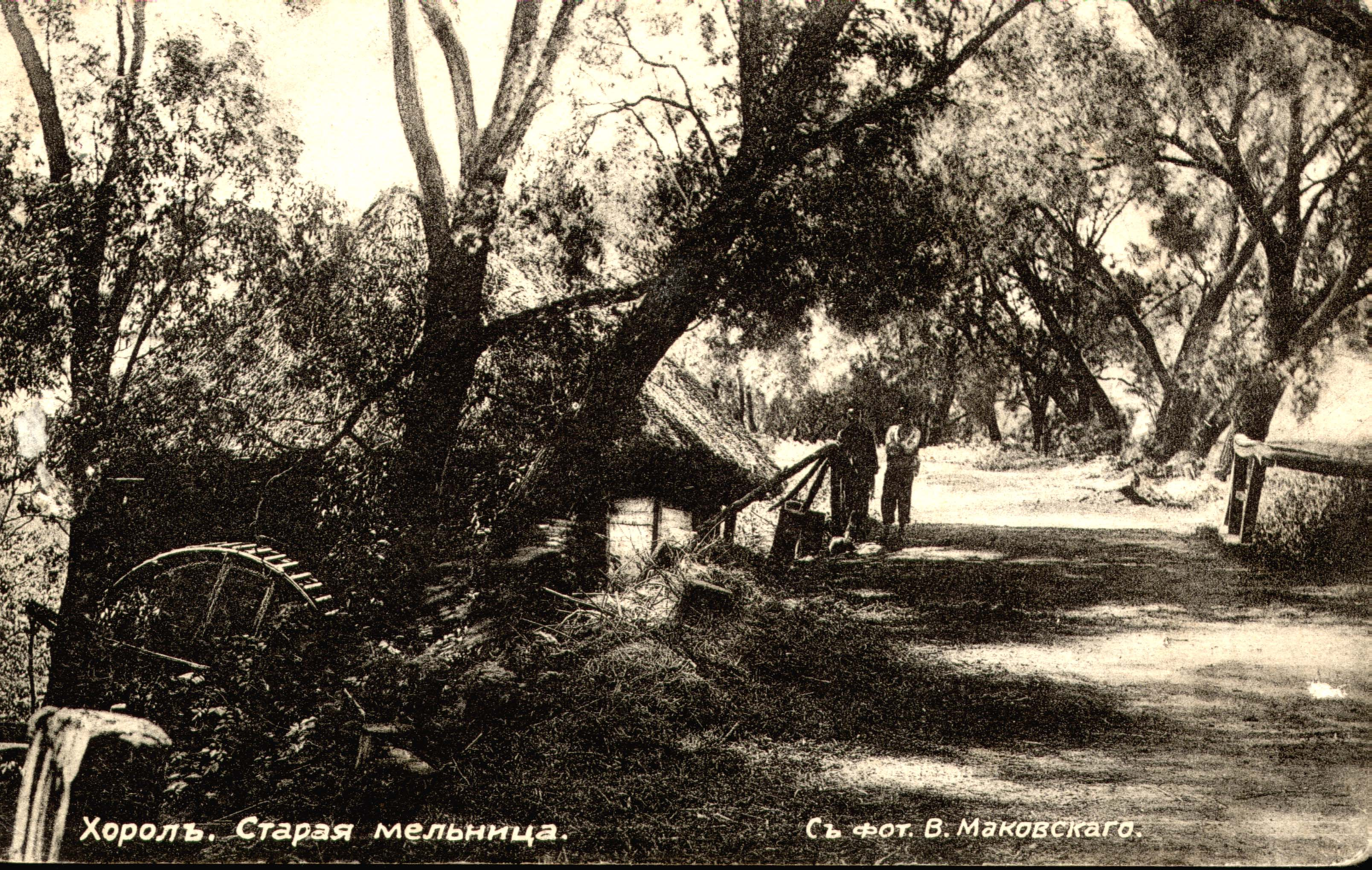
Хорол. Старий млин.
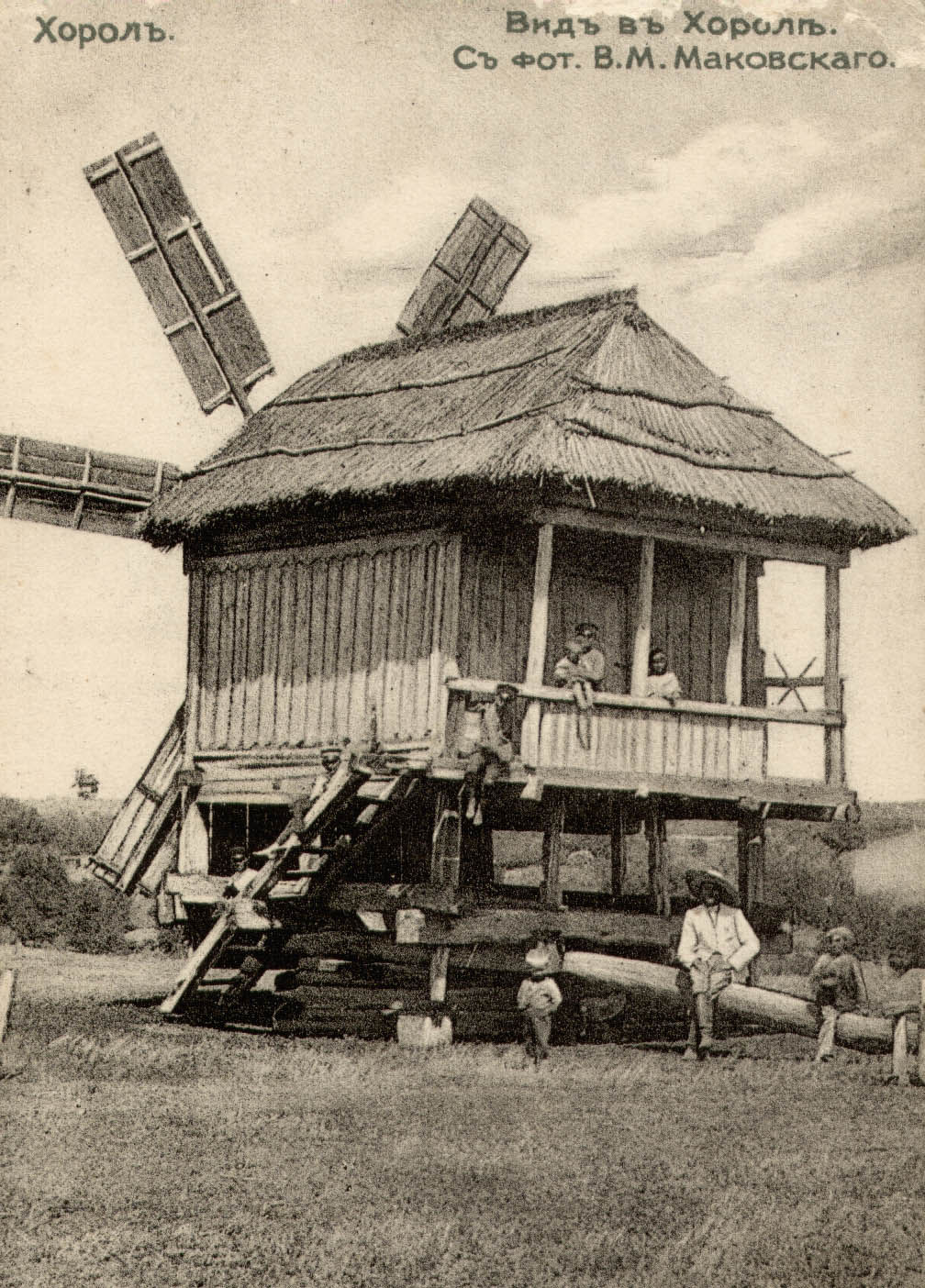
Хорол. Млин.
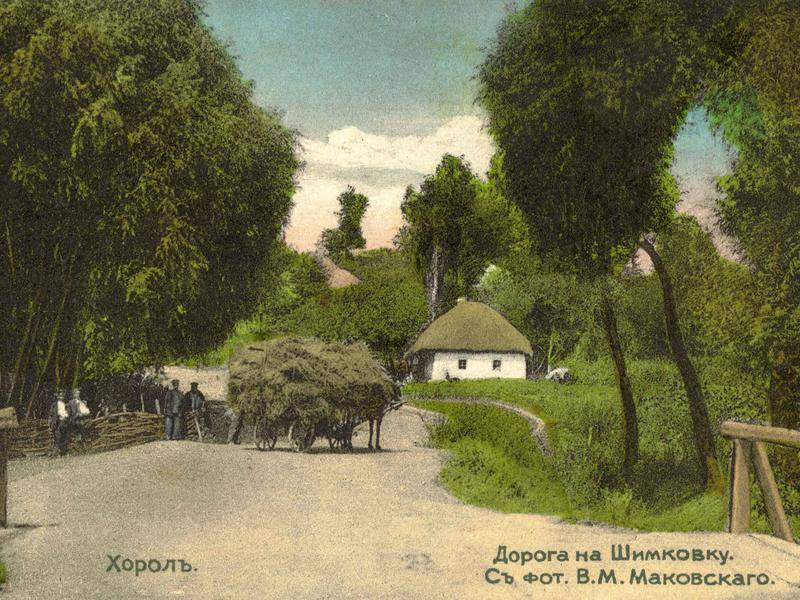
Хорол. Дорога на Шимківку
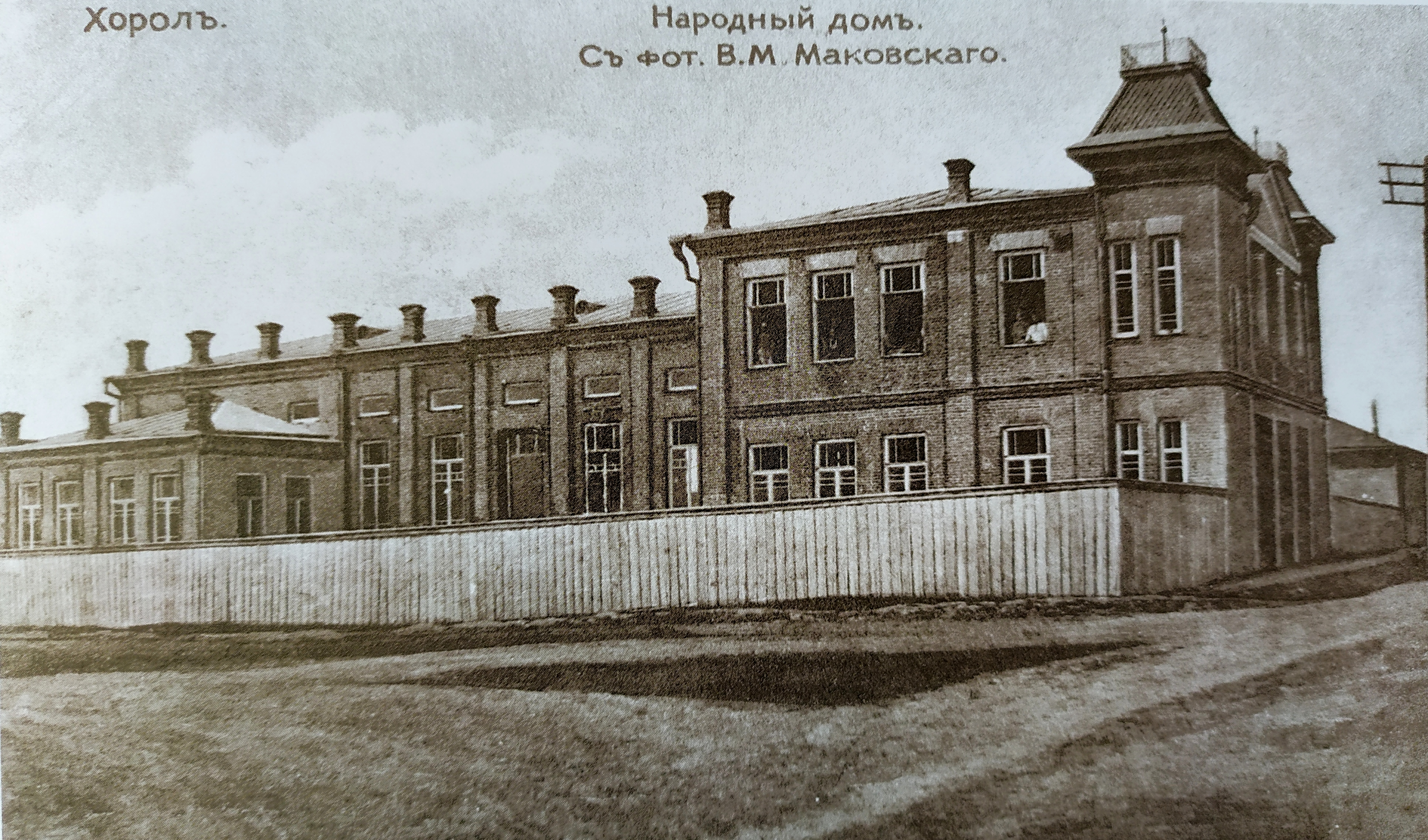
Хорол. Народний дім.
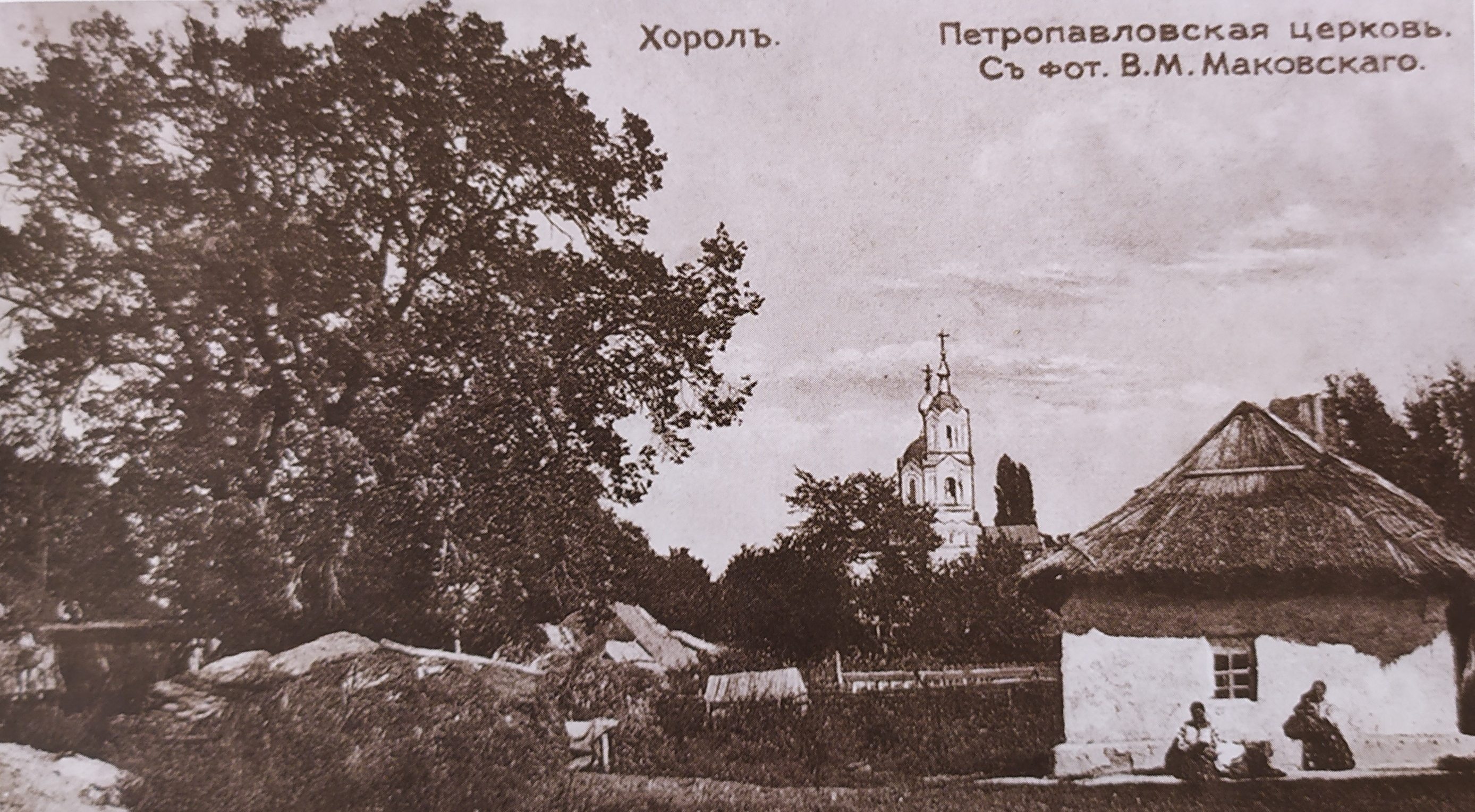
Хорол. Петропавлівська церква.
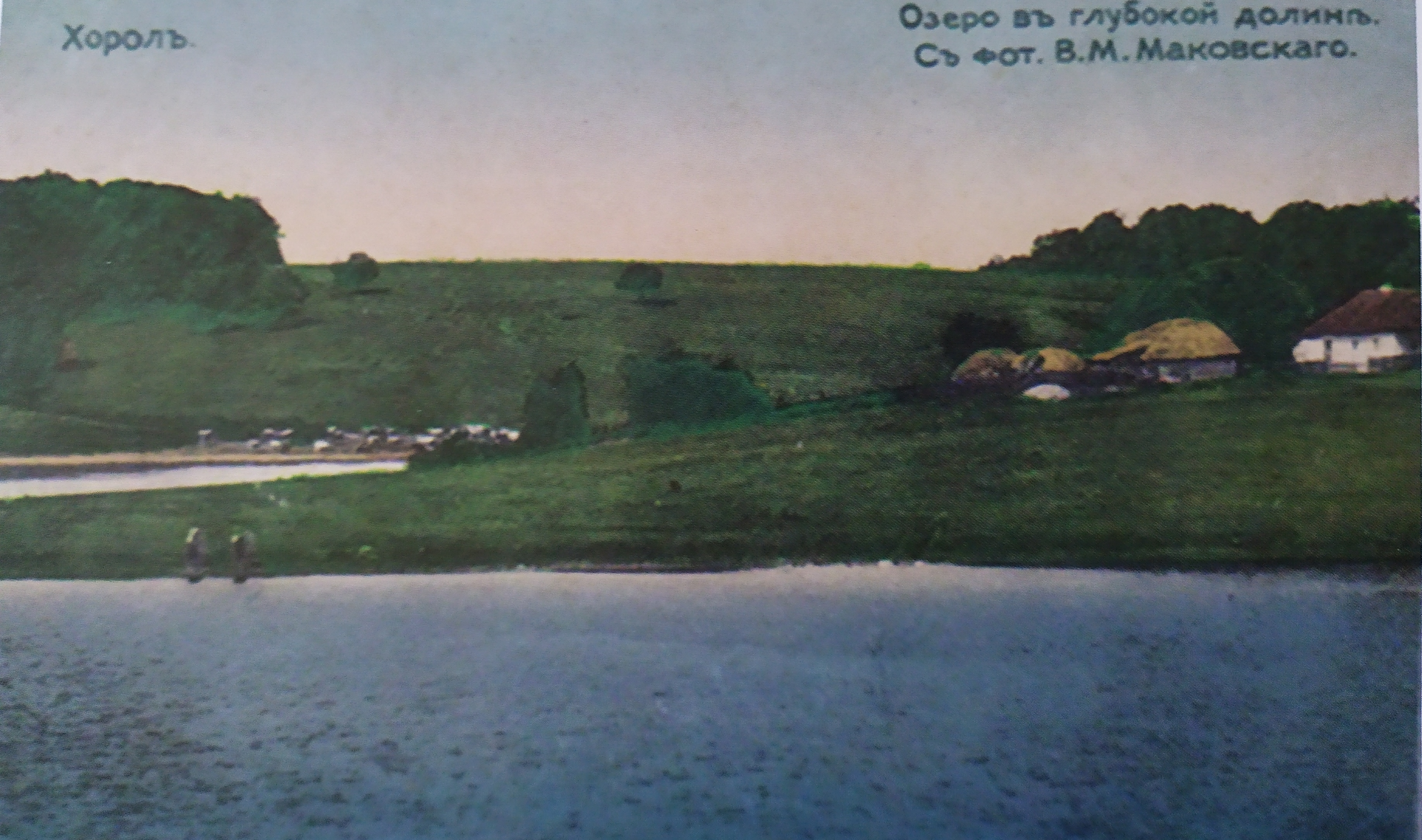
Озеро в Глибокій долині.